# Mohammad Mokhber
Mohammad Mokhber, född 26 juni 1955 i Dezful, är en iransk politiker. Han utsågs till Irans tillförordnade president 19 maj 2024, efter att den tidigare presidenten Ebrahim Raisi omkommit i en helikopterolycka. Mokhber tillträdde presidentposten eftersom han vid tillfället var landets vicepresident. Den 28 juli avgick han, efter att nyval hållits där Masoud Pezeshkian vunnit och sedermera utsetts till president av Irans högste ledare Ali Khamenei.